# El Allia
El Allia (în arabă العالية) este o comună din provincia Ouargla, Algeria.
Populația comunei este de 7.509 locuitori (2008).